# New York World's Fair (1939)
New York World's fair var en Verdensudstilling afholdt i New York fra 30. april 1939 til 27. oktober 1940, med en pause mellem 31. oktober 1939 og 11. maj 1940. Det var den største verdensudstilling nogensinde. Mange lande deltog, og 44 millioner mennesker besøgte udstillingen. Temaet for udstillingen var "Verden i morgen" og sloganet var "begyndelsen på en ny dag". Det var den første udstilling der lod besøgende få et kig ind i fremtiden.

## Zoner og udstillinger
Udstillingen var opdelt i 7 zoner.
Transportzonen lå i den sydlige del af udstilligen. Her fandtes udstillinger om Biler, Jernbane, Luftfart of skibsfart. General Motors, Ford, Firestone, Goodrich og Chrysler havde deres egne bygninger i zonen, og præsenterede fremtidens biler.
Jernbanebygningen var den største konstruktion på udstillingen. Udstillingen var delt i tre kategorier, Opbygning af jernbaner, Arbejdende Jernbaner og Jernbaner på parade. Luftfartsbygningen var designet af William Lescaze og J. Gordon Carr, i form af en moderne Hangar. Skibsfartsbygningen var udformet som 2 store skibe. Udstillingen indeholdt bland andet et verdenskort med verdens skibsruter. Her kunne man følge de amerikanske dampskibe, og kortet blev hele tide opdateret.
I kommunikations- og Erhvervszonen fandtes udstillingens administrationsbygning og pressens bygning. AT&T og RCA havde deres egne bygninger i zonen. En af udstillingens største restauranter, Nationernes Casino, med plads til 1500 gæster lå også i zonen. United States Postal Service oprettede et postkontor i zonen, der stod for postomdelingen af breve sendt til og fra udstillingen. Den mest besøgte bygning var "Masterpiece of Art" der udstillede klassiske kunstværker fra Frankrig, Holland, Belgien, Spanien, Tyskland og England.
Produktions- og distributionszonen var forbeholdt firmaer der omformede naturressourcer til vare der kunne købes af store befolkningsgrupper. Udstilligerne var opdelt i Metalindustri, Glasindustri, olieindustri, industri og videnskab, medicinalindustri og elektricitet, og hver udstilling viste hvordan forskellige varer blev produceret.
Fødevarezonen havde udstillinger om forskellige fødevarers produktion. Firmaerne Kraft Foods, Heinz, Libby's og Borden havde egne bygninger i zonen, men flere firmaer var også repræsenteret i de 2 hovedbygninger. I zonen fandtes også Sveriges og Tyrkiets pavilloner.
Den mest besøgte del af Samfundsinteressezonen var "Town of Tomorrow", hvor 15 demonstrationshuse var opsat, for at give besøgende et indblik i fremtidens arkitektur. Zonen havde også udstillinger om møbelfremstilling, mode, videnskabs og uddannelse og religion.
I regeringszonen fandtes de fleste internationale pavilloner. De fleste var centreret omkring fredspladsen i midten af zonen. 23 af de amerikanske stater havde også egne bygninger i zonen.
I forlystelseszonen fandtes flere forskellige forlystelser. I zonen kunne man besøge modeller af landsbyer fra Cuba, England, Sun Valley og Florida. Man kunne også besøge modeller af fortidens New York og Victoria vandfaldet.

## Beretninger
Den danske skribent Johannes V. Jensen besøgte udstillingspladsen i 1939.
Reportage og betragtninger fra udstillingen blev bragt i Politiken og senere på året i samlet i bogen Fra Fristaterne.